# 蕭霞抹
蕭霞抹（11世纪—1076年），汉名萧德让，辽朝贵族。辽道宗女儿耶律撒葛只的驸马。辽道宗第二任皇后萧坦思的哥哥。
萧霞抹是萧和曾孙、萧孝穆长房第五孙、萧阿剌第五子。清宁九年（1063年）七月，平定皇太叔耶律重元、耶律涅鲁古有功，蕭霞抹被封为上将军。大康元年（1075年），耶律撒葛只的母亲、皇后萧观音被耶律乙辛诬陷而死。蕭霞抹却依附耶律乙辛，耶律乙辛于是在第二年推荐蕭霞抹的妹妹萧坦思为辽道宗第二任皇后。蕭霞抹官至汉人行宫都部署、同政事门下平章事、驸马都尉、柳城郡王。大康二年（1076年）七月癸酉，柳城郡王蕭霞抹去世。